# 聖肏樂團
聖肏樂團（英語：Holy Fuck）是一隊來自加拿大多倫多的樂團。隸屬Dependent Music唱片公司，該公司現在是青年土耳其党人的一部分。
該樂團使用的樂器種類繁多，包括了用35釐米套片器、玩具琴等用來製造聲音效果而不使用筆記本電腦或程序支持的曲目。